# Nihon Ōdai Ichiran
Nihon Ōdai Ichiran (jap. 日本王代一覧 Nihon Ōdai Ichiran; "Katalog władców Japonii") – dawna kronika panowania cesarzy japońskich, z krótkimi notatkami i opisami ważniejszych wydarzeń.

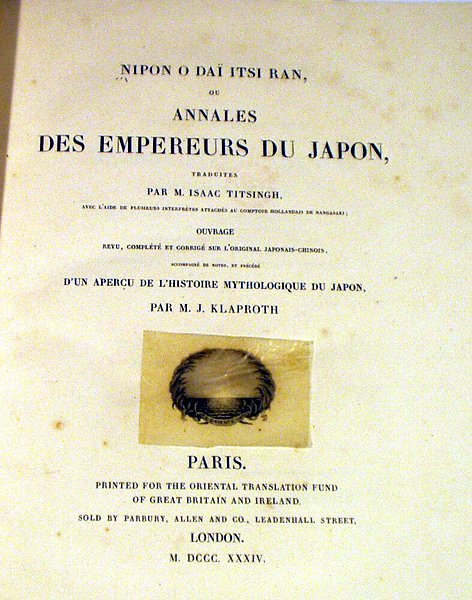
Nihon Ōdai Ichiran, 1834.

Było to pierwsze dzieło historyczne napisane przez Japończyków, opublikowane w Europie.
Książka ta została opublikowana w Japonii po raz pierwszy w Kioto w 1652 r., ponownie w 1803 r. Była podstawowym źródłem informacji wykorzystywanych przez biurokratów siogunatu Tokugawa. Patronem projektu pisania historii był daimyō z Obama w prowincji Wakasa.
Holenderski lekarz, kupiec, orientalista i naukowiec, Isaac Titsingh, przywiózł siedem tomów tej księgi, kiedy powrócił do Europy w 1797 r. po dwudziestu latach pobytu na Dalekim Wschodzie. Dzieła te zaginęły w czasie wojen napoleńskich, ale francuskie tłumaczenie Titsingha pt.: Annales des empereurs du Japon, zostało opublikowane w Paryżu w 1834 r. po jego śmierci:
• Nipon o daï itsi ran; ou, Annales des empereurs du Japon, tr. par M. Isaac  Titsingh avec l'aide de plusieurs interprètes attachés au comptoir hollandais de Nangasaki; ouvrage re., complété et cor. sur l'original japonais-chinois, accompagné de notes et précédé d'un Aperçu d'histoire mythologique du Japon, par M. J. Klaproth. Paris: Royal Asiatic Society, Oriental Translation Fund of Great Britain and Ireland. OCLC  84067437